# Ovulidae
Ovulidae (nomeadas, em inglês, egg shells, shuttle shells, simnias, ovulas ou false cowries -pl.) é uma família de moluscos gastrópodes marinhos predadores de pólipos de coral, Octocorallia, Porifera ou Ascidiacea, classificada por John Fleming, em 1822, e pertencente à subclasse Caenogastropoda, na ordem Littorinimorpha. Sua distribuição geográfica abrange principalmente os oceanos tropicais da Terra; mas também com representantes em costas subtropicais.

## Descrição da concha
Compreende caramujos ou búzios de conchas ovaladas, piriformes ou arredondadas, similares às conchas das cipreias ou porcelanas (da mesma superfamília), com algumas diferindo por mostrar canais anteriores e posteriores notavelmente longos, por vezes curvos, ou com suas extremidades truncadas (p. ex. Cyphoma); de tamanhos pequenos ou atingindo tamanhos de pouco mais de 10 centímetros de comprimento (como Ovula ovum e Volva volva); geralmente muito lisas e brancas, branco-amareladas, ou com cores rosadas e avermelhadas, pouco variáveis; sem perióstraco ou opérculo; de espiral oculta pela volta corporal (convoluta); com lábio externo engrossado, por vezes dotado de pequenos entalhes (dentículos), e columela sem ranhuras, mais ou menos arredondada.

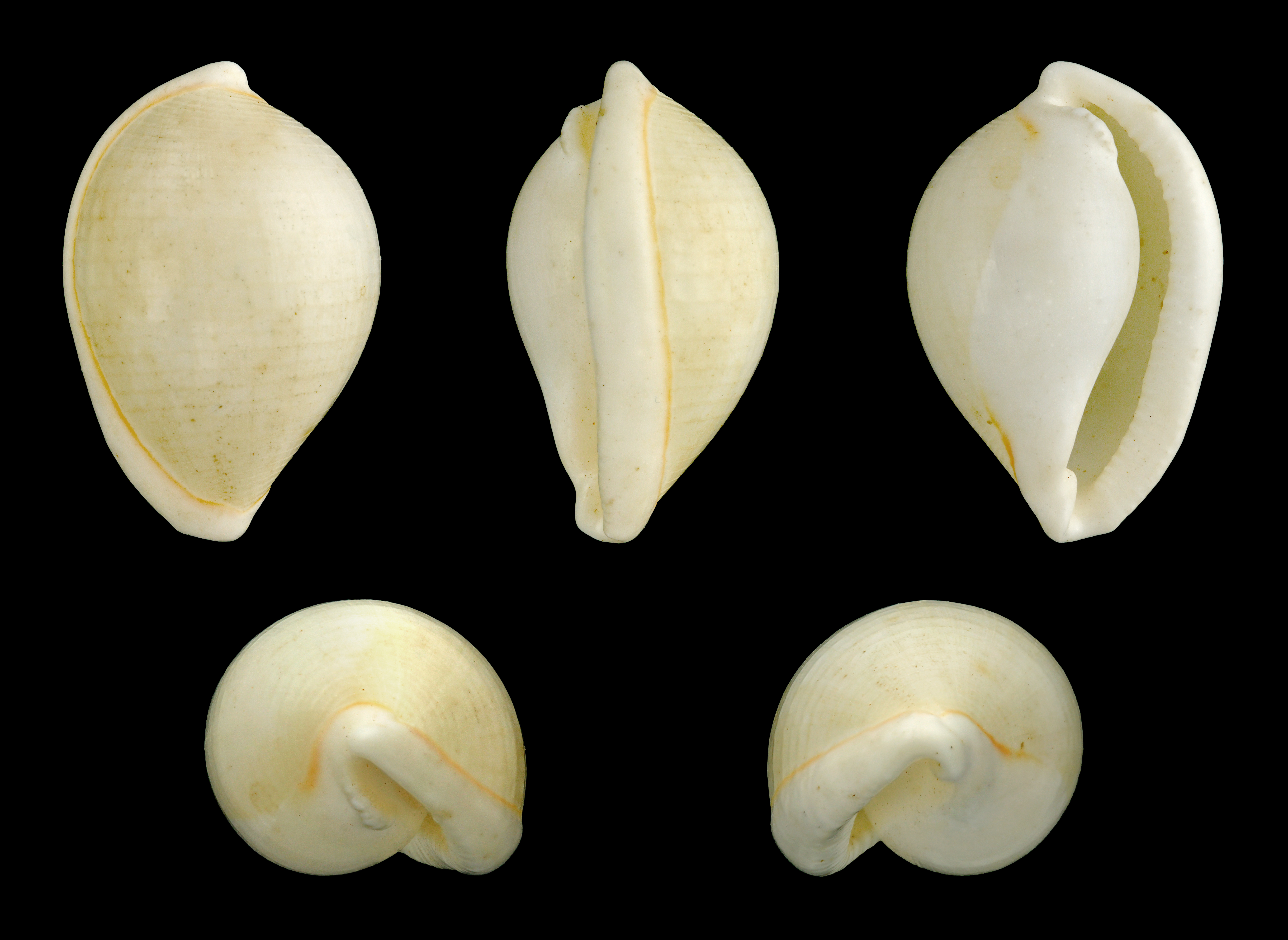
Cinco vistas da concha de Margovula marginata (G. B. Sowerby I, 1828)[19]; espécime vindo das ilhas Pescadores, Taiwan, e pertencente à subfamília Eocypraeinae.
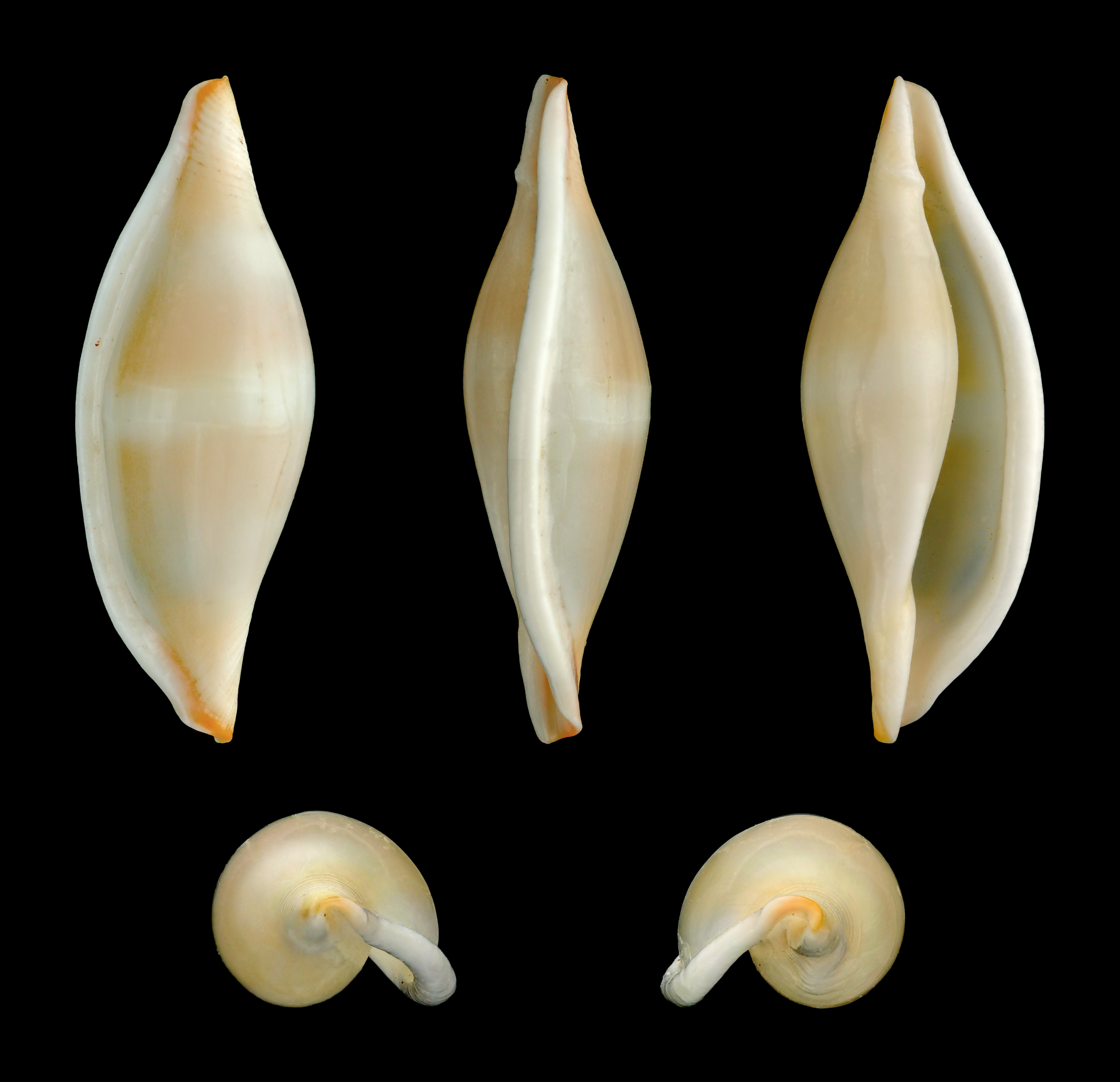
Cinco vistas da concha de Phenacovolva brevirostris (Schumacher, 1817)[20]; espécime vindo de Bohol, Filipinas, e pertencente à subfamília Ovulinae.
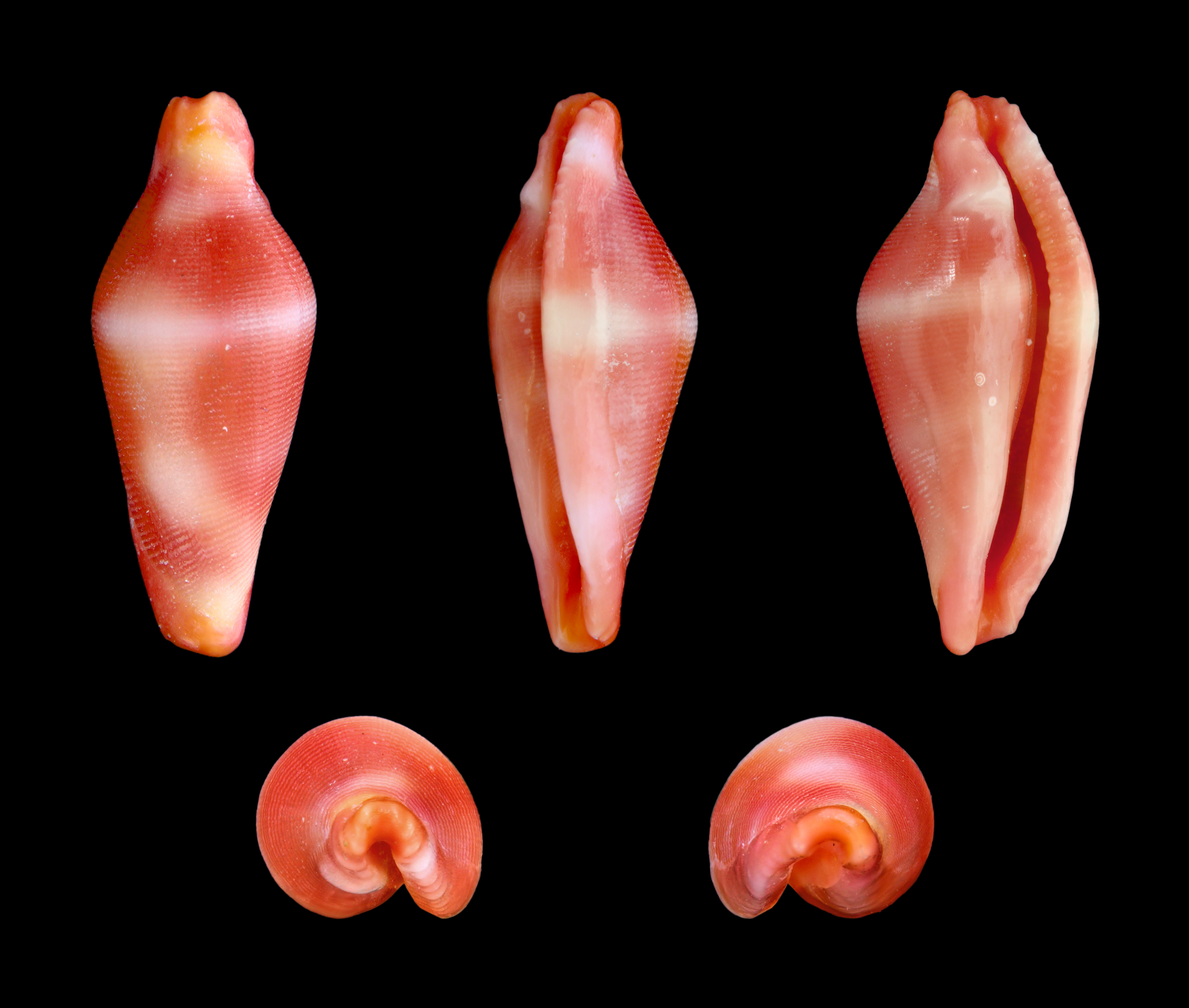
Cinco vistas da concha de Dentiovula masaoi C. N. Cate, 1973[21]; espécime vindo de Bohol, Filipinas, e pertencente à subfamília Eocypraeinae.

## Descrição do animal
Os animais da família Ovulidae habitam principalmente a zona nerítica de mares e oceanos de pouca profundidade ou de profundidade moderada, camuflados sobre seu alimento; sendo, ao contrário de suas conchas, surpreendentemente coloridos e estampados com estrias, pontuações ou manchas; com seus mantos dispostos sobre toda a superfície da concha, lhes encobrindo; mas também se retraindo para a abertura, quando são molestados. O sifão está localizado acima de suas cabeças e seus olhos estão na base de seus tentáculos.

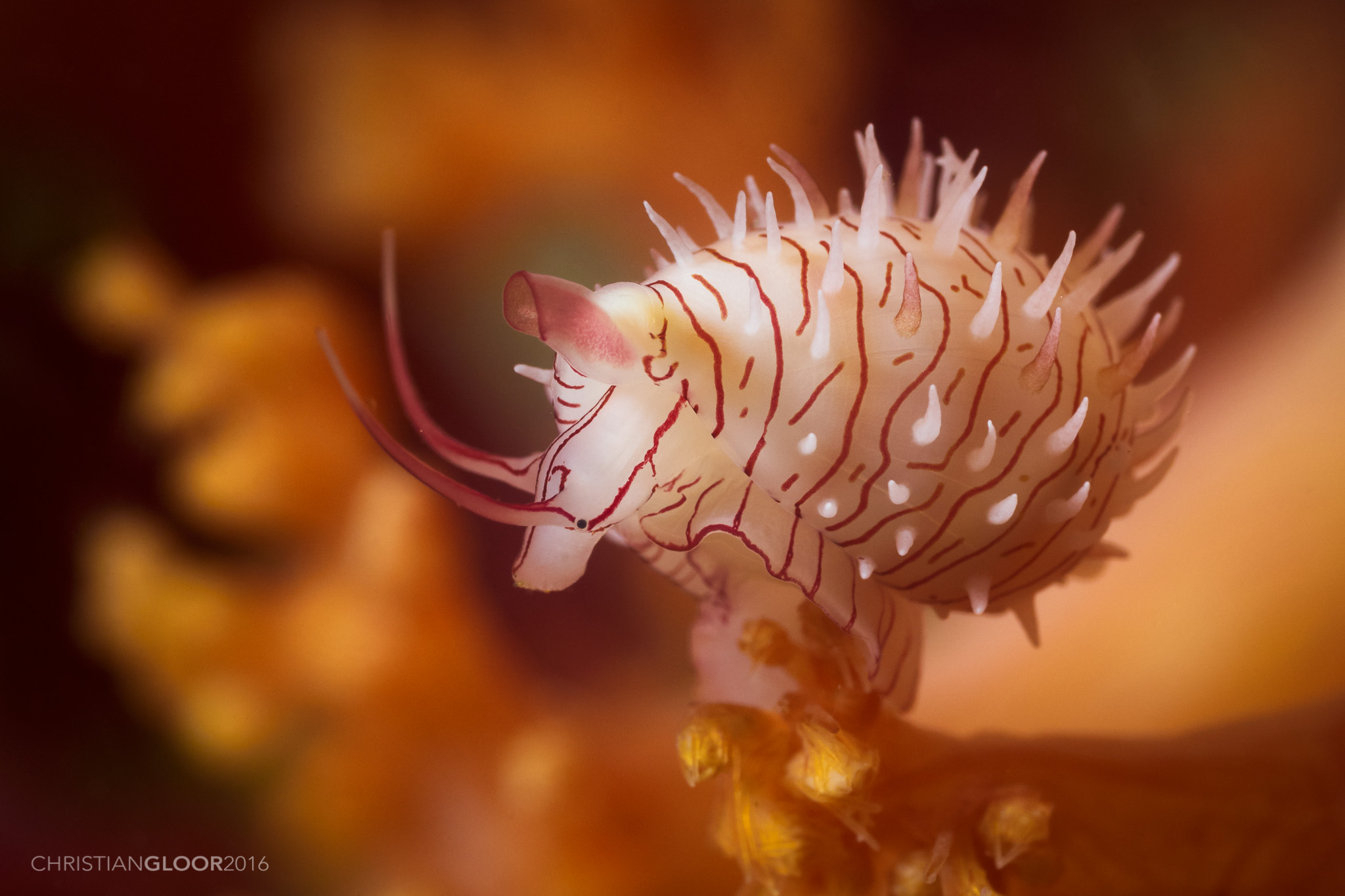
O animal de Habuprionovolva basilia (C. N. Cate, 1978)[23] fotografado em Wakatobi, Celebes do Sudeste; pertencente à subfamília Eocypraeinae.
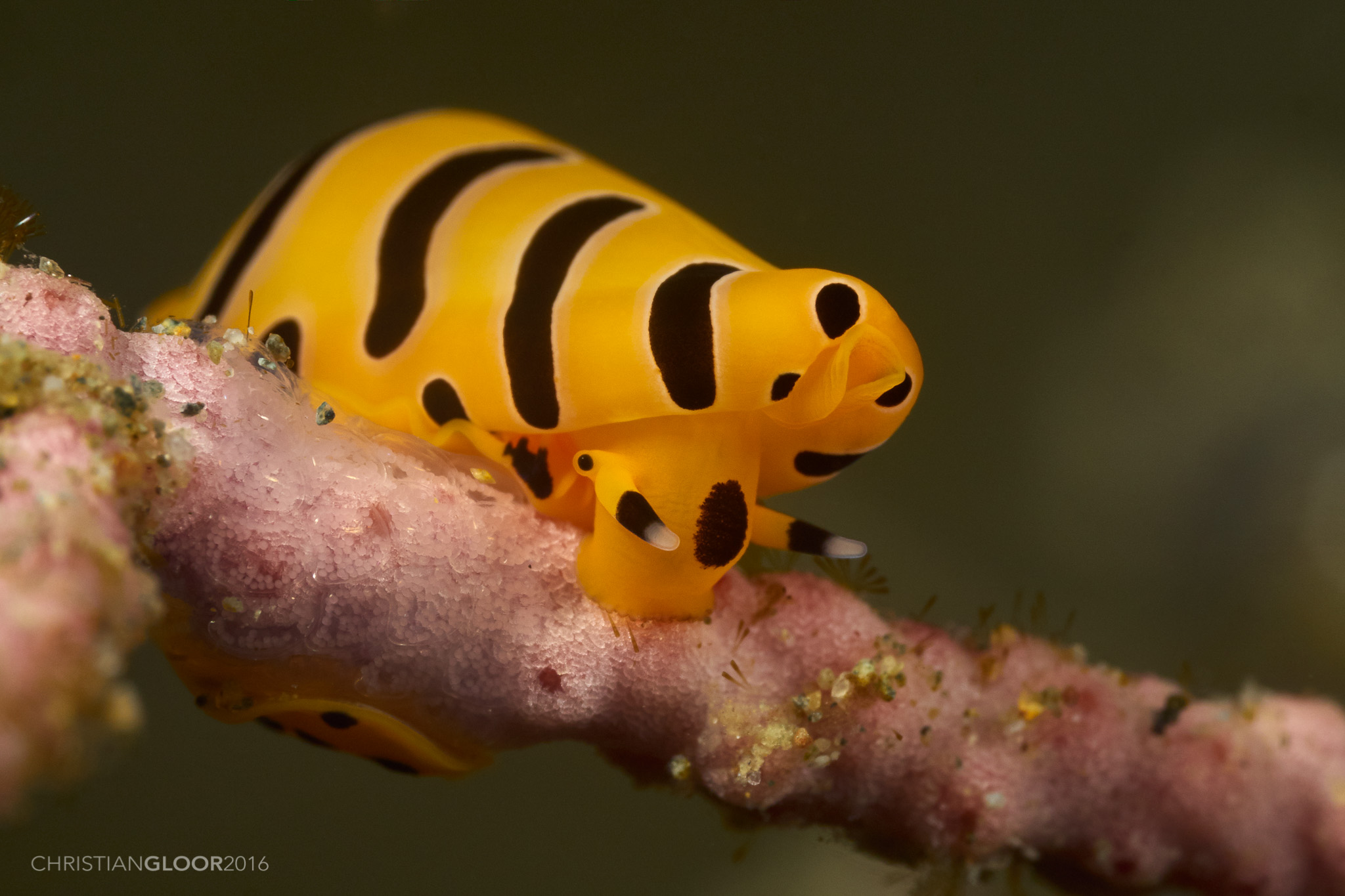
O animal de Cuspivolva tigris (Yamamoto, 1971)[24] fotografado em Wakatobi, Celebes do Sudeste; pertencente à subfamília Eocypraeinae.
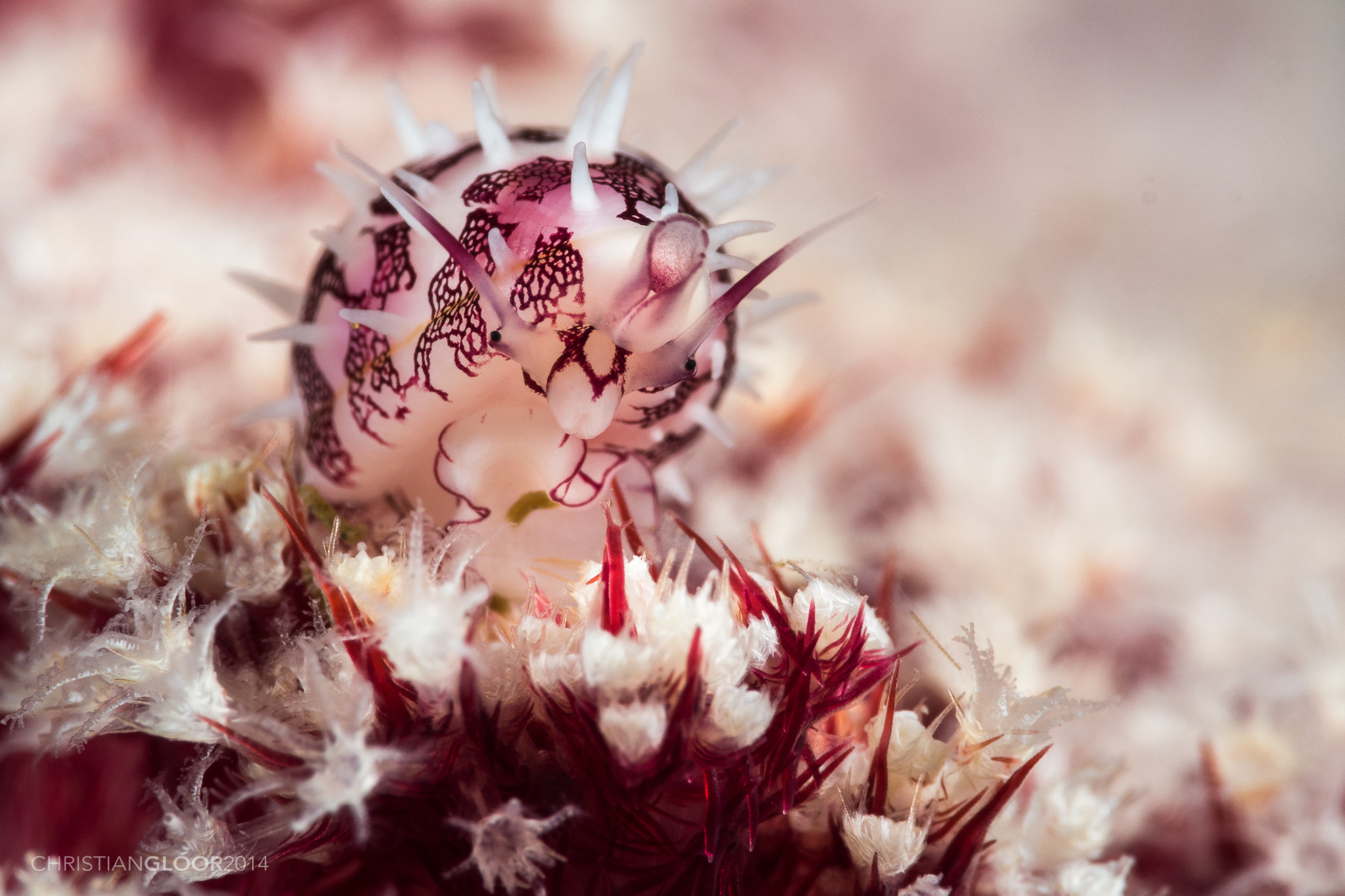
O animal de Primovula roseomaculata (Schepman, 1909)[25] fotografado em Wakatobi, Celebes do Sudeste; pertencente à subfamília Eocypraeinae.

## Classificação deOvulidae: subfamílias, tribos, gêneros e sinonímia
De acordo com o World Register of Marine Species.
Subfamília Aclyvolvinae Fehse, 2007
Aclyvolva C. N. Cate, 1973
Hiatavolva C. N. Cate, 1973
Kuroshiovolva Azuma & C. N. Cate, 1971
Subfamília Eocypraeinae Schilder, 1924 (= Prionovolvinae Fehse, 2007)
Amonovula Fehse, 2019
Archivolva Lorenz & Fehse, 2009
Calpurnus Montfort, 1810 (ex Calpurna -sic)
Carpiscula C. N. Cate, 1973
Crenavolva C. N. Cate, 1973
Cuspivolva C. N. Cate, 1973
Dentiovula Habe, 1961
Diminovula Iredale, 1930
Globovula C. N. Cate, 1973
Habuprionovolva Azuma, 1970
Margovula C. N. Cate, 1973
Primovula Thiele, 1925 (ex Delonovolva C. N. Cate, 1973)
Prionovolva Iredale, 1930
Procalpurnus Thiele, 1929
Prosimnia Schilder, 1927
Pseudosimnia Schilder, 1927 (ex Aperiovula C. N. Cate, 1973)
Sandalia C. N. Cate, 1973
Serratovolva C. N. Cate, 1973
Testudovolva C. N. Cate, 1973
Habruprionovolva Azuma, 1970
Subfamília Ovulinae J. Fleming, 1828
Calcarovula C. N. Cate, 1973
Ovula Bruguière, 1789 (ex Amphiperas Herrmannsen, 1846; Ovulum G. B. Sowerby I, 1828; Parlicium Schilder, 1939)
Pellasimnia Schilder, 1939
Phenacovolva Iredale, 1930 (ex Turbovula C. N. Cate, 1973)
Takasagovolva Azuma, 1974
Volva Röding, 1798 (ex Velox Monterosato, 1878)
Subfamília Pediculariinae Gray, 1853
Tribo Cypraediini Schilder, 1927 (= subfamília Jenneriinae Thiele, 1929)
Tribo Pediculariini Gray, 1853
Lunovula Rosenberg, 1990
Pedicularia Swainson, 1840 (ex Mioseguenzia F. Nordsieck, 1973; Pediculariella Thiele, 1925; Pediculariona Iredale, 1935; Thyreus Philippi, 1844)
Pedicypraedia Lorenz, 2009
Subfamília Simniinae F. A. Schilder, 1925
Contrasimnia Lorenz & Fehse, 2009
Cymbovula C. N. Cate, 1973
Cyphoma Röding, 1798 (ex Pseudocyphoma C. N. Cate, 1973)
Dissona C. N. Cate, 1973
Neosimnia P. Fischer, 1884
Quasisimnia Lorenz & Fehse, 2009
Simnia Risso, 1826 (ex Subsimnia C. N. Cate, 1973; Xandarovula C. N. Cate, 1973)
Simnialena C. N. Cate, 1973
Subfamília Sulcocypraeinae Schilder, 1932
Sphaerocypraea F. A. Schilder, 1927 (ex Chimaeria Briano, 1993)

## Uso humano
No Pacífico Ocidental as espécies maiores de Ovulidae são coletadas para alimentação e por suas conchas, que há muito tempo são usadas como itens cerimoniais ou ornamentais entre as tribos das ilhas da região; agora sendo coletadas principalmente para o comércio como souvenir ou item de colecionismo.